# Tehnička škola Ruđera Boškovića Zagreb
Tehnička škola Ruđera Boškovića Zagreb, poznata skraćeno i kao Ruđer,  je srednja tehnička škola iz Zagreba. Prvu generaciju učenika upisala je 1948. godine u svom najstarijem zanimanju tehničara za očnu optiku. Kroz svoj razvoj proširila se na pet područja: optiku, strojarstvo, računalstvo, elektrotehniku i mehatroniku.

## Povijest
Godine 1948. u sklopu Tvornice precizne mehanike i optike Optika u Kraljevcu (Črnomerec) osnovana je Optička škola. Od 1949. godine u istom prostoru djeluje i Industrijska optička škola. Od 1953. godine objedinjene su u Industrijsku školu za preciznu mehaniku i optiku. Zbog potrebe za većim prostorom krenulo se u izgradnju nove školske zgrade, ovaj put u blizini tvornice Ghetaldus.
Godine 1957. počinje gradnja nove zgrade u Getaldićevoj ulici u koju je škola uselila 1961. Iste godine škola mijenja naziv u Centar za elektroniku, preciznu mehaniku i optiku "Ruđer Bošković". Centar ima tri odjela: za elektroniku, preciznu mehaniku i optiku. Godine 1963. škola mijenja naziv u Škola s praktičnom obukom "Ruđer Bošković".
1969. godine škola postaje složena obrazovna ustanova za različite razine obrazovanja i dobiva naziv Školski centar za optiku, preciznu mehaniku, elektroniku i automatiku "Ruđer Bošković". Od 1973. škola otvara područni odjel u Slunju. 1976. godine dograđuje se nova školska zgrada. Godine 1977. škola mijenja ime u Centar odgoja i usmjerenog obrazovanja za elektroniku, preciznu mehaniku i optiku "Ruđer Bošković".
1991. godine Centar "Ruđer Bošković" prestaje s radom i utemeljuju se dvije škole: Tehnička škola za elektroniku i Tehnička škola za finomehaniku i optiku. Godine 1993. ove dvije škole objedinjene su u Tehničku školu Ruđera Boškovića.
Godine 2018. Tehnička škola Ruđera Boškovića postaje regionalnim centrom kompetentnosti u području elektrotehnike i računalstva.

## Ustroj

### Odgojno-obrazovni rad
Danas škola obrazuje oko 1200 redovnih učenika u 44 razredna odjela i 250 polaznika u obrazovanju odraslih i CISCO akademiji.
U Ruđeru trenutno radi 140 djelatnika, a od toga je 115 nastavnika. Danas škola upisuje učenike u sljedeće programe: tehničar za očnu optiku, tehničar za mehatroniku, tehničar za računalstvo i tehničar za elektroniku.
Učenici škole nastavljaju studije na prestižnim fakultetima tehničkog smjera dok se neki odlučuju i za one filozofskog, a na Fakultetu elektrotehnike i računarstva Zagreb, po rezultatima koje postižu, školi omogućuju izravan upis za tri učenika, što školu svrstava na treće mjesto u Hrvatskoj, a na prvo mjesto među tehničkim školama. Pravo na izravan upis imaju i na Fakultet strojarstva i brodogradnje, Prirodoslovno matematički fakultet i Veleučilište u Velikoj Gorici.
Zgrada škole nalazi se u Getaldićevoj ulici u Zagrebu. Sastoji se od tri veća dijela a u planu je izgradnja velike zgrade koja bi trebala biti centar za obnovljive izvore energije. U dvorištu škole nalazi se poprsje Ruđera Boškovića.
Škola je, također, nakladnik više strukovnih priručnika.

### Školski list
Škola 1996. godine počinje izdavati školski list Ruđer, koji kasnije mijenja naziv u Ruđer info.

## Poznati maturanti
Damir Šlogar, poduzetnik • Robert Knjaz

## Nagrade i priznanja
- 1970. - Nagrada Grada Zagreba za uspjehe u nastavnom radu i suradnji s privrednim radnim organizacijama

## Vanjske poveznice
Mrežna mjesta
- Tehnička škola Ruđera Boškovića Zagreb - Službene stranice
- Ruđer info na stranicama škole
- Ruđer info, nekoliko starijih brojeva na www.skole.hr